# David Wellington
Pour les articles homonymes, voir Wellington.
Œuvres principales
- Série Zombie Story
- Série Vampire Story

David Wellington, né le 23 avril 1971 à Pittsburgh en Pennsylvanie, est un écrivain américain de livres d'horreur.  Il publie également des romans de fantasy sous le pseudonyme de David Chandler, et de science-fiction sous le pseudonyme de D. Nolan Clark.

## Biographie
David Wellington s'est fait connaître en publiant sur son site Internet une trilogie sur les zombies, avant de se faire remarquer par un éditeur. Il vit actuellement à New York, en compagnie de son épouse Elisabeth et de leur chien Mary Shelley.     

## Œuvres

### SérieZombie Story
1. Zombie Island, Milady, 2010 ((en) Monster Island, 2006)
2. Zombie Nation, Milady, 2010 ((en) Monster Nation, 2006)
3. Zombie Planet, Milady, 2010 ((en) Monster Planet, 2007)

### SérieVampire Story
1. 13 balles dans la peau, Milady, 2009 ((en) Thirteen Bullets, 2007)
2. 99 cercueils, Milady, 2009 ((en) 99 Coffins, 2007)
3. Vampire zéro, Milady, 2009 ((en) Vampire Zero, 2008)
4. 23 heures, Milady, 2012 ((en) 23 Hours, 2009)
5. (en) 32 Fangs, 2012

### SérieWerewolf
1. (en) Frostbite, 2009
2. (en) Overwinter, 2010

### SérieJim Chapel Missions
1. (en) Chimera, 2013
2. (en) The Hydra Protocol, 2014
3. (en) The Cyclops Initiative, 2016

### SérieRed Space
1. (en) Paradise-1, 2023
2. (en) Revenant-X, 2024

### SérieLes Sept Lames
Cette série est parue sous le pseudonyme de David Chandler.
1. L'Antre des voleurs, Bragelonne, 2012 ((en) Den of Thieves, 2011)
2. Un voleur dans la nuit, Bragelonne, 2012 ((en) A Thief in the Night, 2011)
3. L'Honneur des voleurs, Bragelonne, 2013 ((en) Honour Among Thieves, 2011)

### SérieLa Longue Traque
Cette série est parue sous le pseudonyme de D. Nolan Clark.
1. Invasion, Bragelonne, 2018 ((en) Forsaken Skies, 2016)
2. Exploration, Bragelonne, 2019 ((en) Forgotten Worlds, 2017)
3. (en) Forbidden Suns, 2017

### Romans indépendants
- Positif, Bragelonne, 2015 ((en) Positive, 2015)
- (en) The Last Astronaut, 2019